# Gmina Lipnik
Lipnik ist eine Landgemeinde im Powiat Opatowski der Woiwodschaft Heiligkreuz in Polen. Ihr Sitz ist das gleichnamige Dorf mit etwa 400 Einwohnern.

## Gliederung
Zur Landgemeinde (gmina wiejska) Lipnik gehören folgende 22 Dörfer mit einem Schulzenamt:
Adamów
Grocholice
Gołębiów
Kaczyce
Kurów
Leszczków
Lipnik
Łownica
Malice Kościelne
Malżyn
Męczennice
Międzygórz
Słabuszewice
Słoptów
Sternalice
Studzianki
Swojków
Włostów
Ublinek
Usarzów
Zachoinie
Żurawniki